# Uno su mille (album)
Uno su mille è il diciottesimo album di Gianni Morandi pubblicato nel 1985.

## Tracce
1. Canta ancora per me (Enrico Ruggeri, Luigi Schiavone) - 3:53
2. 1950 (Gaio Chiocchio/Amedeo Minghi) - 4:28
3. Uno su mille (Franco Migliacci/Roberto Fia) - 4:03
4. Solo lui, solo lei (Pasquale Panella, Paolo Jurich/Salvatore Vitale) - 4:21
5. Lontana da me (Franco Migliacci/Roberto Conrado) - 3:51
6. Quante volte nella mia vita (Rosario De Cola) - 4:23
7. Facile così (Ivano Fossati) - 3:37
8. Rossa (Mimmo Cavallo) - 4:15
9. Anima libera (Piero Finà) - 3:35
10. Ancora mia (Adelio Cogliati/Piero Cassano) - 3:32
11. Questi figli (Mariella Nava) - 3:06

## Formazione
- Gianni Morandi – voce
- Luciano Ciccaglioni, Paul Donnelly, Carlo Pennisi – chitarra
- Chris Whitten – batteria
- Jeremy Meek – basso
- Donald Snow, Paolo Rustichelli – tastiera
- Sergio Quarta – percussioni
- Giancarlo Maurino – sax